# Royal Wavre Limal
Maillots
Dernière mise à jour : 7 août 2017.
Le Royal Wavre Limal est un club de football belge basé à Limal, dans le Brabant wallon. Le club porte le matricule 79 et évolue en 2017-2018 en deuxième provinciale. Au cours de son Histoire, il a disputé 16 saisons dans les séries nationales, dont 6 en Division 3.

## Histoire
Le club est fondé dans la ville de Wavre aux alentours de la Première Guerre mondiale sous le nom Wavre Sports. Il est versé dans les séries régionales brabançonnes lors de son affiliation à l'Union Belge le 1er avril 1920, et reçoit le matricule 79 en décembre 1926. Le club joue près d'un demi-siècle dans les divisions régionales et provinciales. Le club est reconnu « Société Royale » le 9 février 1960, et adapte son nom en Royal Wavre Sports.
En 1962, il remporte le championnat provincial et monte pour la première fois de son Histoire en Promotion, le quatrième et dernier niveau national. Après une saison dans le milieu de classement, le club remporte sa série dès sa deuxième saison en nationales, et est donc promu en Division 3. Le club parvient à se maintenir trois ans à ce niveau, mais termine avant-dernier en 1967 et est relégué en Promotion. Le club subit une seconde relégation consécutive, et après six saisons dans les divisions nationales, le club doit retourner en première provinciale.
Wavre Sports ne s'éternise pas en provinciales, et remonte en Promotion en 1969 un an seulement après l'avoir quittée. Le club manque de peu une seconde montée consécutive, terminant deuxième pour son retour en nationales. Ce n'est que partie remise, le club remportant un deuxième titre de champion de Promotion l'année suivante, ce qui lui permet de revenir ainsi en Division 3. Le club ne parvient néanmoins pas à s'y maintenir et termine à la dernière place, synonyme de retour au quatrième niveau en 1972.
Après quelques saisons conclues dans le milieu de classement, le club remporte en 1976 son troisième titre de Promotion en douze ans, et monte à nouveau en troisième division. Après deux saisons à ce niveau, le club termine dernier et doit de nouveau redescendre en Promotion. Le club subit une nouvelle relégation la saison suivante, et retourne en provinciales en 1979. L'année suivante, il est relégué pour la troisième année consécutive et retombe en deuxième provinciale. Il fait ensuite plusieurs aller-retours entre la première et la deuxième provinciale.
Le club ne parvient ensuite plus à revenir en nationales. En 1988, le Racing Jet Bruxelles déménage à Wavre, avec l'ambition de devenir « le » grand club du Brabant wallon. Wavre Sports fusionne alors avec la Royale Union Limaloise, et s'installe dans son stade, tout en conservant le matricule 79. 

## Résultats dans les divisions nationales
Statistiques mises à jour le 21 juin 2013

### Palmarès
- 3 fois champion de Promotion en 1964, 1971 et 1976.

### Bilan
| Niv | Divisions     | Jouées | Titres | TM Up | TM Down |
| --- | ------------- | ------ | ------ | ----- | ------- |
| I   | 1re nationale | 0      | 0      |       |         |
| II  | 2e nationale  | 0      | 0      |       |         |
| III | 3e nationale  | 6      | 0      |       |         |
| IV  | 4e nationale  | 10     | 3      |       |         |
| V   | 5e nationale  | 0      | 0      |       |         |
|     |               |        |        |       |         |
|     | TOTAUX        | 16     | 3      | 0     | 0       |

- TM Up : test-match pour départager des égalités, ou toutes formes de Barrages ou de Tour final pour une montée éventuelle.
- TM Down : test-match pour départager des égalités, ou toutes formes de Barrages ou de Tour final pour le maintien.

### Classements saison par saison
| Ordre               | Saison  | Nom du club   | Niveau             | Classement final | Remarques          |
| ------------------- | ------- | ------------- | ------------------ | ---------------- | ------------------ |
| 1                   | 1962-63 | R Wavre Sport | Promotion série A  | 6e/16            |                    |
| 2                   | 1963-64 | R Wavre Sport | Promotion série D  | 1er/16           | Champion et promu! |
| 3                   | 1964-65 | R Wavre Sport | Division 3 série B | 12e/16           |                    |
| 4                   | 1965-66 | R Wavre Sport | Division 3 série B | 8e/16            |                    |
| 5                   | 1966-67 | R Wavre Sport | Division 3 série B | 15e/16           | Relégué!           |
| 6                   | 1967-68 | R Wavre Sport | Promotion série C  | 14e/16           | Relégué!           |
| séries provinciales |         |               |                    |                  |                    |
| 7                   | 1969-70 | R Wavre Sport | Promotion série A  | 2e/16            |                    |
| 8                   | 1970-71 | R Wavre Sport | Promotion série B  | 1er/16           | Champion et promu! |
| 9                   | 1971-72 | R Wavre Sport | Division 3 série B | 16e/16           | Relégué!           |
| 10                  | 1972-73 | R Wavre Sport | Promotion série D  | 9e/16            |                    |
| 11                  | 1973-74 | R Wavre Sport | Promotion série A  | 8e/16            |                    |
| 12                  | 1974-75 | R Wavre Sport | Promotion série D  | 5e/16            |                    |
| 13                  | 1975-76 | R Wavre Sport | Promotion série D  | 1er/16           | Champion et promu! |
| 14                  | 1976-77 | R Wavre Sport | Division 3 série B | 11e/16           |                    |
| 15                  | 1977-78 | R Wavre Sport | Division 3 série A | 16e/16           | Relégué!           |
| 16                  | 1978-79 | R Wavre Sport | Promotion série C  | 16e/16           | Relégué!           |
| séries provinciales |         |               |                    |                  |                    |